# Tàngara quatreülls de corona grisa
La tàngara quatreülls de corona grisa (Phaenicophilus poliocephalus) és un ocell de la família dels fenicofílids (Phaenicophilidae).

## Hàbitat i distribució
Habita les terres baixes del sud-oest de l'illa de la Hispaniola, al sud de Haiti, Î.-à-Vache, Grande Cayemite i Gonâve.